# Bele čurke
Međimurske bele čurke ili prosene čurke, poznate i kao  bijele krvavice su slano jelo međimurske kuhinje, sastavnog dijela nacionalne hrvatske kuhinje. To kalorično jelo izvorne tradicionalne recepture spada u skupinu krvavica (među kojima su i črne čurke, odnosno crne krvavice, zatim devenice i sl.), a ta je skupina dio kategorije kuhanih kobasica (u kojoj su još razne skupine kobasica od usitnjenog svinjskog ili goveđeg mesa, masnih tkiva, vezivnih tkiva, iznutrica, kožica i drugih sastojaka, često od mesa nižih kategorija kakvoće), kojima je zajedničko da se nakon proizvodnje kuhaju u vrućoj vodi. 

## Priprema
Prosena kaša se zalije vrelom vodom toliko koliko je potrebno da se sva voda upije, a zatim ostavi na laganoj vatri. Ostali sastojci se u drugoj posudi dobro prokuhaju, zatim usitne, odnosno samelju, začine i na kraju se sve zajedno sa začinima promiješa. Neki proizvođači rade varijantu čurki bez usitnjenih iznutrica. Pripravljenom ohlađenom mekanom smjesom (nadjevom) napune se ranije dobro očišćena i oprana crijeva, te oblikuju u kolute ili kobasice (dužine oko 20 cm) povezane tankom špagom. Čurke se zatim kuhaju u vrućoj vodi, najmanje 10-15 minuta, a ponekad i znatno duže, ovisno o debljini (promjeru). Kuhane su kada nakon ubadanja čačkalice izlazi bistra masna tekućina. Zatim ih je potrebno dobro ohladiti i čuvati u hladnjaku, gdje mogu odstajati nekoliko dana.

## Posluživanje
Bele čurke se za konzumiranje pripremaju tako da se stave na mast u tepsiju i peku u pećnici, odvojeno ili zajedno s prilogom (obično krumpirom narezanim na kriške ili ploške), dovoljno dugo da porumene. Poslužuju se nakon juhe kao glavno jelo s prilogom i salatom. Osim pečenog krumpira, kao prilog se može servirati restani ili kuhani slani krumpir, kiselo zelje i drugo.

## Vanjske poveznice
- Bele čurke - jedan od autohtonih međimurskih specijaliteta
- Upute za pripremanje krvavica, kobasica i salama  Arhivirana inačica izvorne stranice od 18. kolovoza 2011. (Wayback Machine)
- Bele devenice iz Novoselca – vrsta kuhanih kobasica